# Super Ligue (Nuova Caledonia)
La Super Ligue è la massima divisione professionistica del campionato caledoniano di calcio, gestito dalla Federazione calcistica della Nuova Caledonia.

## Formula
Fino alla stagione 2011 il campionato prevedeva una regular season e dei play-off scudetto.
Dalla stagione 2012 il torneo si svolge da marzo a novembre nel classico formato del girone all'italiana con partite di andata e ritorno.
Dalla stagione 2019 le squadre partecipanti sono 10 ed ottengono 3 punti a vittoria, 1 per pareggio e 0 per le sconfitte.
Al termine della stagione la prima classificata vince lo scudetto e si classifica, assieme anche alla seconda posizionata, all'OFC Champions League.
La penultima classificata dovrà invece affrontare uno spareggio salvezza/promozione con la seconda della serie cadetta mentre l’ultima posizionata retrocederà automaticamente.

## Storia
La Fédération Calédonienne de Football si è costituita nel 1928. La federazione calcistica neocaledoniana è membro della FIFA dal 2004 e dell'OFC.
Il campionato esiste dal 1950; i vincitori di molte edizioni sono ignoti (edizioni del 1955, dal 1961 al 1983 e dal 1986 al 1992) e quindi è difficile individuare chi abbia vinto più scudetti. Tra i vincitori conosciuti i club più titolati sono l'AS Magenta con 11 titoli e il JS Baco con sette oltre all'Impassible con sei titoli.

## Squadre 2020
- Horizon Patho
- Lössi
- Magenta
- Le Mons-Dore
- Wetr
- Hienghène Sport
- Né Dréhu
- Tiga Sport
- Baco
- Kunié

## Formula
Il torneo si svolge in più fasi:
- Nella prima, si disputano i due campionati provinciali, delle Province Nord e Province Sud, suddivise in due ulteriori raggruppamenti.
  - Il campionato del Nord si articola in Zona A e Zona B di sette compagini ciascuna. La prima classificata della Zona A e le prime due della Zona B accedono al Campionato Nazionale.
  - Il campionato del Sud si articola in Poule A e B, di sette compagini ciascuno. Per determinare le tre squadre qualificate al Campionato Nazionale si svolgono i play-off.
- Il titolo di campione viene assegnato in seguito ai play-off, giocati dal mese di settembre, tra queste sei squadre e altre due delle altre province.

Nella fase a gironi i punteggi assegnati sono i seguenti: 
Vittoria: 4 punti;
Pareggio: 2 punti;
Sconfitta: 1 punto;
Forfait: 0 punti.

## Albo d'oro
| Stagione  | Campione                           | Secondo         |
| --------- | ---------------------------------- | --------------- |
| 1933      | Impassible FC                      |                 |
| 1934-1949 | Sconosciuto                        | Sconosciuto     |
| 1950      | Impassible FC                      |                 |
| 1951      | Impassible FC                      |                 |
| 1952      | Independante SC                    |                 |
| 1953      | Impassible FC                      |                 |
| 1954      | Independante SC                    |                 |
| 1955      | Sconosciuto                        | Sconosciuto     |
| 1956      | Impassible FC                      |                 |
| 1957      | Patronage Laïque George Clemenceau |                 |
| 1958      | Patronage Laïque George Clemenceau |                 |
| 1959      | Patronage Laïque George Clemenceau |                 |
| 1960      | Impassible FC                      |                 |
| 1961      | Île des Pins                       |                 |
| 1962      | USC Nouméa                         |                 |
| 1963      | USC Nouméa                         |                 |
| 1964      | JS Vallée du Tir Nouméa            |                 |
| 1965      | AS Frégate                         |                 |
| 1966      | AS Frégate                         |                 |
| 1967      | JS Vallée du Tir Nouméa            |                 |
| 1968      | JS Vallée du Tir Nouméa            |                 |
| 1969      | ASLN Nouméa                        |                 |
| 1970      | ASLN Nouméa                        |                 |
| 1971      | Stade Français Tadine              |                 |
| 1972      | Saint Jean-Baptiste Nathalo        |                 |
| 1973      | Groupement Sportif Ouvéa           |                 |
| 1974      | Gaïtcha FCN                        |                 |
| 1975      | UAC Yaté                           |                 |
| 1976      | ASLN Nouméa                        |                 |
| 1977      | Kehdek de Koumac                   |                 |
| 1978      | USL Gélima                         |                 |
| 1979      | JS Baco                            |                 |
| 1980      | RS Koumac                          |                 |
| 1981      | USL Gélima                         |                 |
| 1982      | JS Baco                            |                 |
| 1983      | CA Saint-Louis                     |                 |
| 1984      | AS Frégate                         | AS Païta        |
| 1985      | AS Kunié                           | CA Saint-Louis  |
| 1986      | AS 6e km                           |                 |
| 1987      | CA Saint-Louis                     |                 |
| 1988      | CA Saint-Louis                     |                 |
| 1989      | Wé-Luécilla                        | Entente Gélima  |
| 1990      | Gaïtcha FCN                        |                 |
| 1991      | Wé-Luécilla                        | AS Kunié        |
| 1992      | AS Kunié                           |                 |
| 1993      | Wé-Luécilla                        | AS Magenta      |
| 1994      | JS Baco                            | AS Magenta      |
| 1995      | JS Baco                            | JS Traput       |
| 1996      | JS Traput                          | JS Baco         |
| 1997      | JS Baco                            | CA Saint-Louis  |
| 1998      | AS Poum                            | JS Traput       |
| 1999      | Gaïtcha FCN                        | AS Auteuil      |
| 2000      | JS Baco                            | JS Traput       |
| 2001      | JS Baco                            | AS Mont-Dore    |
| 2002      | AS Mont-Dore                       | JS Baco         |
| 2002–03   | AS Magenta                         | JS Baco         |
| 2003–04   | AS Magenta                         | AS Mont-Dore    |
| 2004–05   | AS Magenta                         | AS Mont-Dore    |
| 2005–06   | AS Mont-Dore                       | JS Baco         |
| 2006–07   | JS Baco                            | AS Lössi        |
| 2007–08   | AS Magenta                         | AS Mont-Dore    |
| 2008–09   | AS Magenta                         | AS Mont-Dore    |
| 2009      | AS Magenta                         | Hienghène Sport |
| 2010      | AS Mont-Dore                       | AS Magenta      |
| 2011      | AS Mont-Dore                       | Thio Sport      |
| 2012      | AS Magenta                         | Hienghène Sport |
| 2013      | FC Gaïtcha                         | Hienghène Sport |
| 2014      | AS Magenta                         | AS Lössi        |
| 2015      | AS Magenta                         | Hienghène Sport |
| 2016      | AS Magenta                         | AS Lössi        |
| 2017      | Hienghène Sport                    | AS Magenta      |
| 2018      | AS Magenta                         | Hienghène Sport |
| 2019      | Hienghène Sport                    | AS Magenta      |
| 2020      | Tiga Sport                         | Horizon Patho   |
| 2021      | Hienghène Sport                    | SC Ne Drehu     |
| 2022      | Tiga Sport                         | Hienghène Sport |
| 2023      | AS Magenta                         | FC Gaïtcha      |
| 2024      | Cancellata                         | Cancellata      |

## Vittorie per squadra
| Club                        | Titoli | Stagioni                                                                              |
| --------------------------- | ------ | ------------------------------------------------------------------------------------- |
| Magenta                     | 12     | 2002-03, 2003-04, 2004-05, 2007-08, 2008-09, 2009, 2012, 2014, 2015, 2016, 2018, 2023 |
| Baco                        | 8      | 1979, 1982, 1994, 1995, 1997, 2000, 2001, 2006-07                                     |
| Impassible                  | 5      | 1933, 1950, 1951, 1953, 1960 agr 1956                                                 |
| Gaïtcha                     | 4      | 1974, 1990, 1999, 2013                                                                |
| Le Mons-Dore                | 4      | 2002, 2005-06, 2010, 2011                                                             |
| Saint-Louis                 | 3      | 1983, 1987, 1988                                                                      |
| Frégate                     | 3      | 1965, 1966, 1984                                                                      |
| Vallée du Tir Nouméa        | 3      | 1964, 1967, 1968                                                                      |
| ASLN Nouméa                 | 3      | 1969, 1970, 1976                                                                      |
| PLGC                        | 3      | 1957, 1958, 1959                                                                      |
| Wé Luécilla                 | 3      | 1989, 1991, 1993                                                                      |
| Hienghène Sport             | 3      | 2017, 2019, 2021                                                                      |
| Independante                | 2      | 1952, 1954                                                                            |
| Kunié                       | 2      | 1985, 1992                                                                            |
| Nouméa                      | 2      | 1962, 1963                                                                            |
| Gélima Canala               | 2      | 1978, 1981                                                                            |
| Tiga Sport                  | 2      | 2020, 2022                                                                            |
| 6e km                       | 1      | 1986                                                                                  |
| Île des Pins                | 1      | 1961                                                                                  |
| Kehdek de Koumac            | 1      | 1977                                                                                  |
| Koumac                      | 1      | 1980                                                                                  |
| GS Ouvéa                    | 1      | 1973                                                                                  |
| Poum                        | 1      | 1998                                                                                  |
| Saint Jean-Baptiste Nathalo | 1      | 1972                                                                                  |
| Stade Français Tadine       | 1      | 1971                                                                                  |
| Traput                      | 1      | 1996                                                                                  |
| Yaté                        | 1      | 1975                                                                                  |